# Zurobata inaequalis
Zurobata inaequalis är en fjärilsart som beskrevs av Walker 1864. Zurobata inaequalis ingår i släktet Zurobata och familjen nattflyn. Inga underarter finns listade i Catalogue of Life.